# Lardizabalàcies
Les lardizabalàcies (Lardizabalaceae) són una família d'angispermes de l'ordre de les ranunculals (Ranunculales).
La família consta de 9 gèneres i 30-50 espècies de plantes llenyoses. Totes són lianes, excepte el gènere Decaisnea, que són arbusts. Les fulles són alternades i compostes (normalment palmades) amb folíols pulvinats. Les flors sovint són raïms.
Són originàries d'Àsia oriental, des de l'Himàlaia al Japó, amb l'excepció del gènere Lardizabala i Boquila, els dos originaris de Xile i Argentina.

## Gèneres
La família consta de 9 gèneres:
- Akebia Decne.
- Boquila Decne.
- Decaisnea Hook.f. & Thomson
- Holboellia Wall.
- Lardizabala Ruiz & Pav.

- Parvatia Decne.
- Sargentodoxa Rehder & E.H.Wilson (de vegades posat a la seva família Sargentodoxaceae)
- Sinofranchetia (Diels) Hemsl.
- Stauntonia DC.